# Саамы России
Саамы России — один из коренных малочисленных народов Российской Федерации; часть саамского народа, проживающая на территории России. Наряду с названием «саамы», используется слово «саами»; устаревшее русское название этого народа — лопари. До 1930 года в паспортах российских саамов их национальность записывалась как «лопарь», а с 1930 года — как «саами».
Численность российских саамов — менее двух тысяч человек. Саамское население современной России занимается как традиционными промыслами (разведением оленей, рыбной ловлей, охотой), так и современными видами деятельности.

## Численность
Общая численность саамов сегодня — от 60 до 80 тысяч человек (по оценке Саамского парламента Финляндии — около 75 тысяч человек), из которых в Норвегии проживают от 40 до 60 тысяч, в Швеции — от 15 до 25 тысяч, в Финляндии — от 6 до 8 тысяч. По данным Всероссийской переписи населения 2010 года, численность саамов в России составляла 1771 человек (городское население — 787 человек, сельское — 984).
Численность саамов в Российской империи, СССР и России остаётся примерно на одном уровне уже на протяжении более ста последних лет:
| Годы              | 1897 | 1926 | 1939 | 1959 | 1970 | 1979 | 1989 | 2002 | 2010 |
| Численность, чел. | 1812 | 1720 | 1836 | 1792 | 1884 | 1888 | 1890 | 1991 | 1771 |

Важно отметить события, повлиявшие на динамику численности кольских саамов в XX в. Согласно Тартускому договору 1920 г., от России к Финляндии отошёл Печенгский район, веками относившийся к Кольскому уезду. Вместе с территорией к Финляндии отошли некоторые саамские семьи. В основном это было население Сонгельского погоста. В 1937—1939 гг. некоторые саамские семьи сильно пострадали от политических репрессий. В ходе войны в 1944 саамы Мотовского погоста также эмигрировали в Финляндию. После возвращения России Печенгского района эти саамские группы предпочли остаться в Финляндии. Сегодня их потомки проживают в посёлках Sevettijärvi и Niellim.
Подавляющее большинство саамов России проживает в Мурманской области.
Численность саамов в России, по результатам Всероссийской переписи населения 2010 года, сократилась по сравнению с данным предыдущей переписи 2002 года на 11 %. Отрицательную динамику численности показали и многие другие финно-угорские народы России (численность марийцев сократилась на 9 %, мордвы — на 12 %, удмуртов — на 13 %, коми-зырян — на 22 %, коми-пермяков — на 25 %, карел — на 35 %).
В течение двух-трёх поколений опытными оленеводческими станциями, охотуправлениями, институтами рыбного хозяйства и т. д. было выстроено хозяйство, которое позиционируется сегодня как «традиционное». Это было индустриализацией отношений в хозяйстве народов Севера. Трагедия состоит в том, что сферы деятельности были поделены между полами. Вахтовое/сезонное (бывшее кочевое) хозяйство стало почти исключительно мужским. Для оставшихся в поселках женщин создавались специфически городские профессии, связанные со сферами быта, образования, администрации или оседлые сельские. Это породило гендерные стереотипы и ориентиры, являющиеся основой и современных проблем «традиционного хозяйства» народов Севера. И сегодня дихотомия «города и деревни» для народов Севера (посёлка и тундры/тайги) является гендерной. Большое количество мужчин, работающих/живущих в тундре/тайге, остаются холостяками.

## Языки
В России были распространены четыре саамских языка (диалекта), все они относятся к восточносаамской подгруппе саамской группы финно-угорской ветви уральской языковой семьи:
- бабинский саамский язык (аккала) †. Последний носитель языка, Мария Сергина, умерла в декабре 2003 года[7].
- йоканьгско-саамский язык (терско-саамский). От 2[8] до 10[9] носителей.
- кильдинский саамский язык. Около 500 носителей[10].
- колтта-саамский язык (сколт, скольт); в России говорят на нотозерском диалекте этого языка; число носителей в России — около 20 человек (ещё около 400 носителей языка живёт в Финляндии)[11].

Общая численность саамского населения России существенно больше числа носителей языка, поскольку многие саамы говорят только на русском. Численность носителей языка по данным Всероссийской переписи населения 2010 года — 353 человека (суммарно для всех саамских языков). Активных же носителей языка (то есть тех, которые регулярно используют язык в повседневной жизни) — ещё меньше, около ста человек.

## Ранняя история саамов
Археологи, антропологи, этнологи и лингвисты определяют несколько групп саамов. Основу этнической общности составили первые люди, заселившие побережье Фенноскандии в конце VIII тысячелетия до н. э. с началом таяния ледника. Они были носителями анбургской археологической культуры и продвигались с запада. Затем с ними смешались несколько волн мигрантов с юга и востока. Самой значительной из таких волн, повлиявших на формирование саами был приход финно-угров на рубеже II—I тысячелетия до н. э.
В результате, основа саамского языка стала финно-угорской, однако еще в первой половине XX в. лингвисты отмечали, что до трети саамской лексики относится к дофинноугорскому субстрату, родства которого не выявлены.
Археологи отмечают, что на Крайнем Севере Европы сложились свои традиции металлургии и гончарного производства, однако на рубеже н. э. этот регион вошёл в ареал средиземноморской торговли, в результате чего эти традиции прекратились.
Согласно письменным источникам, к XIV в. саамы заселяли большую часть территории современных Норвегии, Швеции, Финляндии, Кольского полуострова и Карелии. Другие балтийские народы заселяли в основном южные части этих территорий.
Во второй половине II тысячелетия н. э. произошел приток нового населения. Эта иммиграция отличалась массовостью, утверждением оседлого образа жизни, распространением интенсивных рыночных отношений. Иммиграция в Фенноскандию происходила разными потоками, которые состояли из представителей различных этнических групп — карелы, финны, русские, шведы и норвежцы — и опирались на государственные системы. Конкуренцией этих государств и определилось разделение саамов на несколько групп.
Новые поселенцы в основном селились по побережью и занимались морским рыболовством и торговлей. С ними на Крайний Север распространялась государственное администрирование. Саамы были обложены налогами. До XVII в. государственные границы в Лапландии не были чёткими и определялись территориями сбора налогов. Саамы территорий Северной Норвегии, Северной Финляндии и Кольского полуострова платили одновременно две дани — в Москву и в Копенгаген. Тем не менее была условная граница влияния России и Дании, определявшегося контролем над не-саамским населением и конфессиональной принадлежностью крещеных саамов.

## Саамы при советской власти
Традиционная жизнь саамов стала разрушаться ещё до Октябрьской революции, однако наиболее сильный удар по саамской этнической самобытности был нанесён в 1920-е и 1930-е годы, когда началось активное промышленное освоение Кольского полуострова и стала проводиться насильственная коллективизация. Различные группы саамов имели различные интересы, что было связано и с различными способами хозяйствования, и с различиями в языках (диалектах), поэтому попытка объединить их для ведения совместного хозяйства была обречена на неудачу. В результате коллективизации саамы практически перестали заниматься своими традиционными промыслами (охотой, рыболовством, оленеводством), а новые формы хозяйствования смогли освоить лишь немногие из них. В результате традиционная культура, экономика и жизненный уклад саамов оказались практически уничтоженными.
Во второй половине XX века в Мурманской области в целом и на территориях традиционного проживания саамов в частности стали всё в большей степени проявляться экологические проблемы, связанные с антропогенным воздействием на природу, связанным в первую очередь с активным развитием промышленности, использующей экологически «грязные» технологии (к примеру, традиционные «грязные» пирометаллургические технологии). Особенно заметны эти проблемы стали в середине 1980-х годов, на которые пришёлся максимум промышленного производства в области.
Сильнейший урон был нанесён саамам и результате сталинских репрессий. В период с 1930 по 1947 год на Кольском полуострове было репрессировано 118 саамов (при общей численности саамского населения менее двух тысяч человек), из них 50 человек было казнено. Некоторые арестованные скончались во время допросов, некоторые пропали без вести; 55 человек были отправлены в исправительно-трудовые лагеря, из них выжило лишь 5 человек. Из 118 репрессированных саамов 113 были мужчинами, то есть было репрессировано свыше 10 % мужского саамского населения полуострова. В наибольшей степени от репрессий пострадали те саамские семьи, которые жили около советско-финской границы. Пик репрессий пришёлся на 1937 и 1938 годы. Саамы, в частности, обвинялись в желании создать собственное государство, которое в дальнейшем присоединится к Финляндии. В 2012 году на русском языке был издан полный список «Репрессированные советские саамы», составленный Лейфом Ранталой, преподавателем саамского языка из Лапландского университета (Рованиеми, Финляндия). Для каждого человека в списке указаны его имя, отчество, фамилия, профессия, год и место рождения, дата ареста, а также приведена информация о приговоре и дате его вынесения. Среди наиболее известных дел о репрессиях по отношению к саамскому населению можно назвать дело 1938 года о так называемом Саамском заговоре («Дело Алымова и Ko»), по которому был расстрелян известный краевед и исследователь истории саамов Василий Кондратьевич Алымов, а вместе с ним — ещё 15 человек, большей частью из саамского села Ловозеро.
В 1970-е годы в Мурманской области, по причине строительства новых и расширения старых промышленных предприятий, расширения территорий военных объектов, а также укрупнения совхозов, были расселены 32 населённых пункта, в которых саамы составляли этническое большинство; тем самым традиционный ареал расселения саамов был окончательно разрушен, а из саамов, занимавшихся оленеводством, лишь немногие смогли продолжить заниматься этим промыслом на новом месте.

## Российские саамы в XXI веке
На территории России все саамы традиционно проживают в Мурманской области; статус саамов как коренного народа закреплён в Уставе Мурманской области, при этом Ловозерский, Ковдорский и Кольский районы Мурманской области официально считаются районами проживания малочисленных народов Севера.
Наиболее компактно саамы проживают в Ловозерском районе, в том числе в крупном селе — районном центре Ловозеро, неофициально именуемом саамской культурной столицей (село также называют столицей русской Лапландии). Здесь действует Саамский национальный культурный центр, проводятся различные саамские праздники и фестивали. С 2001 по 2010 год осуществлялось вещание Кольского саамского радио. В селе Ловозеро работает Музей истории, культуры и быта кольских саамов, основанный в 1962 году, — территориальный отдел Мурманского областного краеведческого музея.
Саамы подпадают под действие долгосрочной целевой программы «Экономическое и социальное развитие коренных малочисленных народов Севера Мурманской области» на 2009—2013 годы. Кроме того, финансовые средства выделяются центральными властями: так, в марте 2013 года Мурманской области на поддержку проживающих в этом регионе саамов в рамках распоряжения премьер-министра России Дмитрия Медведева № 296-р о предоставлении в 2013 году субсидий субъектам РФ на поддержку коренных малочисленных народов Севера, Сибири и Дальнего Востока было выделено 2,1 млн рублей.
Одной из существенных проблем саамов России является их недостаточная осведомлённость в вопросах имеющихся у них прав, льгот и порядка их оформления, что нередко приводит к тому, что они не могут воспользоваться имеющимися у них льготами.
Российские саамы поддерживают контакты и сотрудничают с саамами скандинавских стран.
Изучением языка и культуры российских саамов занимаются как российские, так и зарубежные научные и учебные учреждения. В апреле 2014 года в Лапландском университете (Рованиеми, Финляндия) открылась выставка «Привет от кольских саамов» из собрания преподавателя саамского языка этого университета Лейфа Ранталы, посвящённая саамам Кольского полуострова.

### Саамы-скольты России
18 октября 2011 года в Мурманске состоялась конференция «История и современное положение саамов-скольтов», посвящённая культурному наследию, истории и современному положению этого народа. Число скольтов, живущих в России, составляет по данным, озвученной на этой конференции, — 250 человек.
Сотрудничество скольтов Норвегии, Финляндии и России осуществляется в рамках проекта «Культура саамов-скольтов без границ», который возглавляет представительница норвежских скольтов Катарина Бартч.

### Сохранение и возрождение саамских языков
В России обучение саамским языкам ведётся как предмет в некоторых школах Мурманской области, а также в одном техникуме. Имеются языковые саамские курсы в Апатитах, Мончегорске и Мурманске (данные 2011 года).
Помощь российским педагогам в организации преподавания финно-угорских и самодийских языков в России по системе «языковых гнёзд» оказывает общество «Финляндия-Россия», однако одна из проблем, связанных с этой методикой, заключается в том, что для её использования требуются высококвалифицированные специалисты, как педагоги, так и методисты, в которых ощущается острая нехватка.
По мнению Анники Пасанен, руководителя программы «языковых гнёзд» в Саамском регионе Финляндии, дети могут быстро и эффективно выучить язык лишь в том случае, когда это происходит естественным образом и когда им это интересно, а потому сохранение и возрождение языков национальных меньшинств возможно лишь в том случае, если эта методика применяется как в дошкольных учреждениях, так и в школах, как это и происходит в Финляндии. Ситуация с саамскими языками в России, по её мнению, существенно хуже, чем в Финляндии, поскольку обучение языкам, как саамскому, так и другим языкам национальных меньшинств, либо не ведётся вовсе, либо ведётся как учебный предмет с акцентом на изучение грамматики, то есть по традиционным неэффективным методикам, в которых разговорным навыкам удаляется мало внимания и язык остаётся лишь объектом преподавания, не становясь средством действия. Двух часов в неделю, которые отводятся на изучение родного языка в школьных программах во многих районах проживания национальных меньшинств в России, для выживания финно-угорских языков, по мнению Пасанен, совершенно недостаточно, а низкий статус родного языка в школе, по её словами, является для детей чётким сигналом, что «на родном языке можно петь на концерте, но языком образования, цивилизации является русский язык».
В высших учебных заведениях России по состоянию на 2011 год саамские языки не преподавались. Планируется, что в 2012—2013 учебном году в Мурманском государственном гуманитарном университете начнётся преподавание саамского языка и саамской культуры в рамках магистерской программы «Лингвистика». С 2022 года открыта магистерская программа «Технологии преподавания саамского языка» в Мурманском арктическом государственном университете.
Важную роль в изучении истории и культуры саамов, в сохранении и распространении знаний о саамах играет Мурманская государственная областная универсальная научная библиотека (МГОУНБ). Здесь собирается и хранится лингвистическая, справочная и учебно-методическая литература, посвящённая саамам и саамским языкам (диалектам), а также материалы, изданные на саамских языках.
С 1989 года ежегодно 22 мая в Мурманской области в рамках Дней славянской письменности и культуры проходит День саамского слова. В его программе — литературные вечера, презентации, выставки, встречи с представителями саамского населения области.

### Общественно-политическая деятельность российских саамов
Примерно в 2000 году был поднят вопрос о создании выборного представительного органа саамов — саамского парламента (по образцу саамских парламентов, существующих в Норвегии, Финляндии и Швеции), однако реальная работа по его созданию началась в 2007 году. В марте 2008 года была создана инициативная группа по созданию представительного саамского выборного органа.
В декабре 2008 года состоялся Первый Съезд саамов, на нём был избран Совет уполномоченных представителей саамов Мурманской области (СУПС МО), который стал прообразом выборного представительного органа саамов России; одной из целей Совета стало создание выборного Саамского Парламента.
12 декабря 2010 года на Втором съезде саамов было принято решение о создании Саамского парламента Кольского полуострова — выборного представительного органа саамского народа. 73 делегата Съезда избрали в него девять человек сроком на четыре года. На его первом заседании председателем Парламента была избрана Валентина Вячеславовна Совкина. Парламент занимается в первую очередь проблемами соблюдения прав саамов и пытается решить имеющиеся проблемы, среди которых одна из главных — высокий уровень безработицы. Одной из мер, которые могут способствовать решению некоторых проблем, Парламент считает принятие правительством Мурманской области постановления о Реестре саамов.
Весной 2011 года в Мурманской области возникли проблемы с распределением квоты на вылов биоресурсов (эта квота положена саамам как представителям коренного малочисленного народа Севера и на 2011 год составила 300 тонн трески, 75 тонн пикши, 9,5 тонн сига и 3 тонны ряпушки). Из 1200 человек, подавших заявки, квоты получили менее шестисот человек, более шестистам в получении квот было отказано из-за неправильно оформленных документов. 9 августа 2011 года саамы при поддержке Саамского парламента Кольского полуострова провели в Международный день коренных народов мира пикеты, протестуя против отказа местных властей в выдаче им квот на вылов водных биоресурсов.
20 октября 2011 года Валентиной Совкиной, председателем Саамского парламента Кольского полуострова (кильдинский саамский — Куэллнэгк нёарк Са̄мь Соббар) было выпущено обращение, в котором она сообщила об отказе местных властей идти с саамами на диалог. По её мнению, назрела необходимость в принятии регионального Закона «О коренном народе Мурманской области — саами», а также в урегулировании вопроса с «Реестром саамов Мурманской области», который был создан ещё в 2007 году, но до сих пор фактически не работает, в результате чего саамам приходится ежегодно при получении квоты на вылов биоресурсов доказывать свою национальную принадлежность.
16 декабря 2012 года в селе Ловозеро состоялось общее собрание российских саамов, в котором участвовало более 70 человек. В собрании участвовали представители саамских общин и организаций из различных населённых пунктов Мурманской области, а также депутаты и чиновники. Организатором собрания была Валентина Совкина, председатель Саамского парламента Кольского полуострова, она выступила с отчётом о работе за 2012 год.
22 ноября 2014 года в селе Ловозеро состоялся III Съезд российских саамов, в котором приняли участие 65 делегатов от саамских организаций, общественных объединений и общин. На съезде было принято решение о создании «Союза российских саамов», который должен будет объединить все саамские организации России.

### Саамские организации России
В России действует несколько общественных организаций, представляющих интересы саамов:
- Ассоциация кольских саамов (президент — Елена Семёновна Яковлева);
- Общественная организация «Национально-культурная автономия саамов Ловозерского района»;
- Общественная организация саамов Мурманской области (ООСМО) (председатель правления — Динара Абдурауфовна Скавронская, заместитель председателя правления — Иван Яковлевич Матрёхин)[1].

### Официальное представительство саамов в России
Организацией, от лица правительства Мурманской области организующей деятельность Саамского собрания, а также проведение саамских фестивалей и праздников, является ГОБУ «Центр коренных народов Севера».